# Priyanka Chopra
Priyanka Chopra Jonas (de soltera Chopra; Jamshedpur, Bihar; 18 de julio de 1982) es una actriz y productora india. La ganadora del concurso de belleza Miss Mundo 2000, Chopra es una de las actrices mejor pagadas de la India y ha recibido numerosos elogios, incluyendo dos Premios Nacionales de Cine y cinco Premios Filmfare. En 2016, el Gobierno de la India la honró con el Padma Shri, y Time la nombró una de las 100 personas más influyentes del mundo. En los siguientes dos años, Forbes la incluyó entre las 100 mujeres más poderosas del mundo y en 2022, fue nombrada en la lista de las 100 mujeres de la BBC.
Chopra aceptó ofertas para unirse a la industria cinematográfica india después de sus victorias en concursos de belleza. Su debut como actriz llegó en la película tamil Thamizhan (2002), seguido de su primer largometraje de Bollywood en The Hero: Love Story of a Spy (2003). Ella interpretó a la protagonista en los éxitos de taquilla Andaaz (2003) y Mujhse Shaadi Karogi (2004) y tuvo su papel revelación en el thriller romántico Aitraaz (2004). Chopra se estableció con papeles estelares en las producciones de mayor recaudación Krrish y Don (ambas de 2006), y más tarde repitió su papel en sus secuelas. Por interpretar a una modelo problemática en el drama Fashion (2008), Chopra ganó un Premio Nacional de Cine y un Premio Filmfare a la Mejor Actriz. Chopra recibió aún más elogios por interpretar una variedad de personajes en las películas Kaminey (2009), 7 Khoon Maaf (2011), ¡Barfi! (2012), Mary Kom (2014), Dil Dhadakne Do (2015) y Bajirao Mastani (2015).
De 2015 a 2018, Chopra protagonizó el papel de Alex Parrish en la serie de suspense de ABC Quantico, convirtiéndose en la primera sudasiática en encabezar una serie dramática de una cadena estadounidense. Fundando la productora Purple Pebble Pictures en 2015, produjo varias películas bajo ella, incluyendo las películas en maratí Ventilator (2016) y Paani (2019), y la biopic en hindi protagonizada por ella misma, The Sky Is Pink (2019). Chopra también ha aparecido en películas de Hollywood, como Baywatch (2017), Isn't It Romantic (2019), The White Tiger (2021) y Matrix Resurrections (2021), y protagonizó la serie de thriller de acción Citadel (2023-presente).
Chopra incursionó en la música lanzando tres sencillos y en la escritura con su libro de memorias Unfinished, que llegó a la lista de los más vendidos de The New York Times. Sus otras empresas incluyen inversiones tecnológicas, una marca de cuidado del cabello, un restaurante y una línea de productos para el hogar. Ella promueve causas sociales como el medio ambiente y los derechos de las mujeres, y es vocal sobre la igualdad de género, la brecha salarial de género y el feminismo. Ha trabajado con UNICEF desde 2006 y fue nombrada Embajadora de Buena Voluntad Nacional y Global de UNICEF para los derechos del niño en 2010 y 2016, respectivamente. Su fundación homónima para la salud y la educación trabaja para brindar apoyo a niños indios desfavorecidos. A pesar de mantener la privacidad, la vida fuera de la pantalla de Chopra, incluido su matrimonio con el cantante y actor estadounidense Nick Jonas, es objeto de una amplia cobertura mediática. La pareja tiene una hija.

## Primeros años

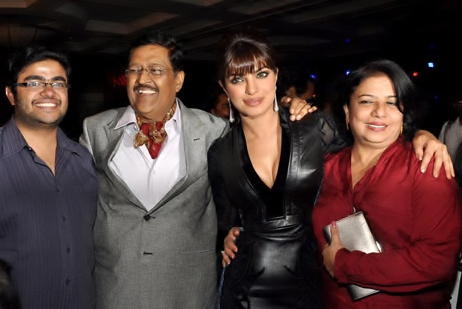
Chopra con sus padres y su hermano en 2012

Chopra nació el 18 de julio de 1982 en Jamshedpur, Bihar (actualmente Jharkhand), de Ashok y Madhu Chopra, ambos médicos del ejército indio. Su padre era un hindú punyabí de Ambala. Su madre es una hindú bihari-magahi de Jharkhand y es la hija mayor del dr. Manohar Kishan Akhouri, un veterano del Congreso, y Madhu Jyotsna Akhouri, exmiembro de la Asamblea Legislativa de Bihar. La abuela materna de Chopra, la sra. Akhouri, era una cristiana siria jacobita malayali llamada originalmente Mary John, que pertenecía a la familia Kavalappara Nair en Kumarakom, Kerala. Chopra tiene un hermano, Siddharth, que es siete años menor que ella. Las actrices de Bollywood Parineeti Chopra, Meera Chopra y Mannara Chopra son sus primas.
Debido a las profesiones de los padres de Chopra como médicos militares, la familia fue destinada a varios lugares de la India, incluyendo Delhi, Chandigarh, Ambala, Ladaj, Lucknow, Bareilly y Pune. Entre las escuelas a las que asistió estaban La Martiniere Girls' School en Lucknow y St. Maria Goretti College en Bareilly. En una entrevista publicada en Daily News and Analysis, Chopra dijo que no le molestaba viajar con regularidad y cambiar de escuelas; la acogió como una nueva experiencia y una forma de descubrir la sociedad multicultural de la India. Entre los muchos lugares en los que vivió, Chopra tiene buenos recuerdos de cuando era niña y jugaba en los valles de Leh, en la fría región desértica de Ladaj, en el noroeste de la India. Ella había dicho: «Creo que estaba en cuarto grado cuando estaba en Leh. Mi hermano acababa de nacer. Mi papá estaba en el ejército y estaba destinado allí. Me quedé en Leh durante un año, y mis recuerdos de ese lugar son tremendos. Todos éramos niños del ejército allí. No vivíamos en casas, vivíamos en búnkeres en el valle y había una estupa justo en la cima de una colina que daba vista a nuestro valle. Solíamos correr hasta la cima de la estupa». Ahora considera a Bareilly como su ciudad natal y mantiene fuertes conexiones allí.
A los 13 años, Chopra se mudó a los Estados Unidos para estudiar, vivió con su tía y asistió a escuelas en Newton (Massachusetts) y Cedar Rapids (Iowa), después de una escala en Queens, Nueva York, ya que la familia de su tía también se mudaba con frecuencia. Mientras estuvo en Massachusetts, participó en varias producciones teatrales y estudió música clásica occidental y canto coral. Durante su adolescencia en los Estados Unidos, Chopra a veces enfrentó problemas raciales y fue intimidada por ser india por un compañero de clase afroestadounidense. Ella ha dicho: «Yo era una niña desgarbada, tenía baja autoestima, provenía de un entorno modesto de clase media, tenía marcas blancas en las piernas. Pero trabajaba muy duro. Hoy, mis piernas venden 12 marcas». Después de tres años, Chopra regresó a la India y terminó el último año de su educación secundaria en la Escuela Pública del Ejército en Bareilly.
Durante este período, Chopra ganó el concurso de belleza local Reina de Mayo (May Queen), tras lo cual fue perseguida por admiradores; su familia equipó su casa con rejas para su protección. Su madre la inscribió en el concurso Femina Miss India de 2000; terminó segunda, ganando el título Femina Miss India Mundo. Luego, Chopra ganó el concurso de Miss Mundo, donde fue coronada Miss Mundo 2000 y Reina Continental de la Belleza de Asia y Oceanía en el Millennium Dome de Londres el 30 de noviembre de 2000. Chopra fue la quinta mujer india en ganar Miss Mundo, y la cuarta en hacerlo en siete años. Se había matriculado en la universidad, pero la abandonó después de ganar el concurso de Miss Mundo. Chopra dijo que los títulos de Miss India y Miss Mundo le trajeron reconocimiento y comenzó a recibir ofertas para papeles en películas. En 2001, el puente de la nariz de Chopra colapsó durante una cirugía nasal para extirpar un pólipo. Cayó en depresión por su apariencia «completamente diferente», pero quedó satisfecha con los resultados de las cirugías correctivas.

## Carrera de actuación

### Inicios y despegue profesional (2002-2004)

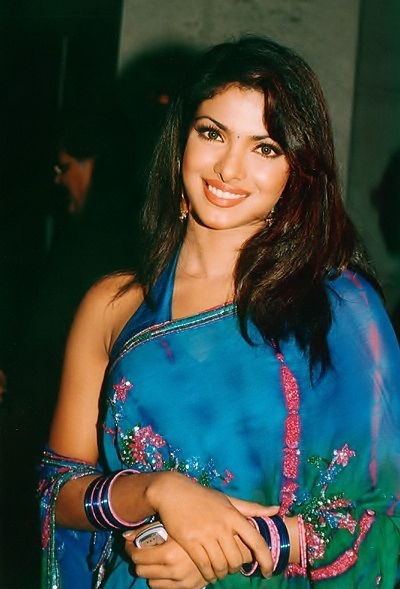
Chopra en una fiesta de celebración de Andaaz en 2003

Después de ganar Miss India Mundo, Chopra fue elegida como la protagonista femenina del thriller romántico Humraaz (2002) de Abbas-Mustan, en el que haría su debut cinematográfico. Sin embargo, esto fracasó por varias razones: ella declaró que la producción entraba en conflicto con su agenda, mientras que los productores dijeron que cambiaron el reparto porque Chopra asumió varios otros compromisos. Su debut en la pantalla se produjo en la película tamil Thamizhan de 2002 como el interés amoroso del protagonista, interpretado por Vijay. Una reseña publicada en The Hindu elogió la película por su ingenio y diálogo; sin embargo, consideró que el papel de Chopra fue limitado desde el punto de vista de la actuación.
En 2003, Chopra hizo su debut cinematográfico de Bollywood como la segunda protagonista femenina junto a Sunny Deol y Preity Zinta en The Hero: Love Story of a Spy de Anil Sharma. Con el telón de fondo del ejército indio en Cachemira, la película cuenta la historia de la lucha de un agente del Research and Analysis Wing contra el terrorismo. Más tarde contó su experiencia y admitió que estaba muy nerviosa y «temblando» cuando conoció a Deol. A pesar de los rumores de que no era una buena actriz y de las discusiones sobre la posibilidad de eliminarla de la película, Deol reconoció su potencial e insistió en darle una oportunidad para demostrar su valía. The Hero surgió como una de las películas de Bollywood más taquilleras de ese año, pero recibió críticas mixtas de los críticos. Derek Elley de Variety dijo que «el mega-atractivo Chopra hace un sólido debut en la pantalla». Más tarde ese año apareció en el éxito de taquilla de Raj Kanwar, Andaaz, con Akshay Kumar, compartiendo el papel protagonista femenina con la debutante Lara Dutta. Chopra interpretó a una joven vivaz que se enamora del personaje de Kumar. The Hindustan Times destacó el glamour que aportó al papel; Kunal Shah de Sify elogió su actuación y afirmó que tenía «todas las cualidades para ser una estrella». Su actuación le valió el premio Filmfare al Mejor Debut Femenino (junto con Dutta) y una nominación a Mejor Actriz de Reparto.
Los primeros tres estrenos de Chopra en 2004 (Plan, Kismat y Asambhav) tuvieron un mal desempeño en taquilla. Chopra fue elegida típicamente durante este período temprano como un «coeficiente de glamour», en papeles que el crítico de cine Joginder Tuteja consideraba olvidables. Más tarde ese año, protagonizó junto a Salman Khan y Akshay Kumar la comedia romántica de David Dhawan, Mujhse Shaadi Karogi, que tuvo éxito comercial y se convirtió en la tercera película más taquillera del año en India.
A fines de 2004, protagonizó junto a Kumar y Kareena Kapoor el thriller romántico Aitraaz de Abbas-Mustan. Chopra considera su primer papel como antagonista, interpretando a Soniya Roy, una mujer ambiciosa que acusa a su empleado de acoso sexual, como la «mayor experiencia de aprendizaje de su carrera». La película fue un éxito comercial y de crítica, y la actuación de Chopra recibió elogios de la crítica. El Hindustan Times la citó como la película que cambió significativamente su carrera. Un crítico que escribió para la BBC dijo: «Aitraaz es la película de Chopra. Como la deliciosamente malvada, cazadora de oro, seductora que urde planes, devora cada escena en la que aparece con su magnética presencia en pantalla». Ganó un premio Filmfare a la mejor interpretación en un papel negativo, convirtiéndose en la segunda y última actriz en ganar el premio después de Kajol (la categoría se suspendió en 2008). Chopra también recibió una nominación para el premio Filmfare a la mejor actriz de reparto y el premio Producers Guild Film a la mejor actriz en un papel secundario.

### Ascenso a la prominencia (2005-2006)
En 2005, Chopra apareció en seis películas. Sus primeros dos estrenos, los thrillers de acción Blackmail y Karam, fueron infructuosos tanto crítica como comercialmente. Shilpa Bharatan-Iyer de Rediff.com consideró que Blackmail era una película muy predecible y creyó que su papel como esposa de un comisario de policía era muy limitado desde el punto de vista de la actuación. Su actuación en Karam fue mejor recibida, Subhash K. Jha escribió que Chopra «con su interpretación serena del drama intenso, vuela alto creando un personaje cuya vulnerabilidad y belleza son respaldadas por ambos mundos, interno y externo, creados para su personaje». Más tarde ese año, Chopra interpretó a la esposa de Akshay Kumar en el drama familiar Waqt: The Race Against Time de Vipul Amrutlal Shah, la historia de un pequeño empresario (interpretado por Amitabh Bachchan) que, ocultando su enfermedad, quiere enseñarle algunas lecciones a su hijo irresponsable antes de morir. Durante la producción, Chopra volvió a visitar Leh, un lugar favorito de su infancia, para el rodaje de la canción «Subah Hogi». Ella sufrió un accidente durante el rodaje del video musical de la canción «Do Me A Favour Let's Play Holi» cuando se electrocutó, pasando un día recuperándose en el hospital. La película fue bien recibida por los críticos y fue un éxito comercial. Luego protagonizó junto a Arjun Rampal el thriller romántico de misterio Yakeen, interpretando el papel de una amante posesiva. La reacción crítica hacia la película fue mixta, pero su actuación recibió elogios. Taran Adarsh escribió que Chopra «no dudará en ganar laureles una vez más [...] la actriz emerge como una de los talentos más destacados en estos tiempos de cambios rápidos». Su siguiente estreno fue el romance de Suneel Darshan, Barsaat, coprotagonizado por Bobby Deol y Bipasha Basu. La película fue un fracaso crítico y comercial en la India, pero tuvo mejor aceptación en el mercado extranjero. La actuación de Chopra recibió reseñas mixtas, con Bollywood Hungama describiéndola como «mecánica». Sin embargo, Rediff.com consideró a Chopra como la «encarnación de la inteligencia serena, quien interpretó su papel con perfección». Más tarde ese año, Rohan Sippy la eligió junto a Abhishek Bachchan, Ritesh Deshmukh y Nana Patekar en la comedia Bluffmaster!. Chopra interpretó a Simran Saxena, una mujer trabajadora independiente y el interés amoroso de Bachchan. La película resultó ser un éxito de taquilla.
Después de comenzar el 2006 con apariciones especiales en tres películas, Chopra protagonizó la película de superhéroes de Rakesh Roshan, Krrish (secuela de la película de ciencia ficción de 2003 Koi... Mil Gaya). Coprotagonizando junto a Hrithik Roshan, Rekha y Naseeruddin Shah, Chopra interpretó a una joven periodista de televisión que planea aprovecharse de un joven inocente con habilidades físicas notables, pero que finalmente se enamora de él. La película fue la segunda película más taquillera del año en la India y recaudó más de ₹1.17 mil millones (US$14 millones) en todo el mundo, alcanzando el estatus de éxito de taquilla. Su siguiente película fue la comedia romántica Aap Ki Khatir de Dharmesh Darshan, coprotagonizada por Akshaye Khanna, Ameesha Patel y Dino Morea. Ni la película ni la actuación de Chopra fueron bien recibidas. Sukanya Verma de Rediff.com declaró que la representación de Chopra de Anu fue «bosquejada erráticamente» y que su personaje nunca fue consistente: «Primero, poco convincente, luego genial y finalmente sensible».

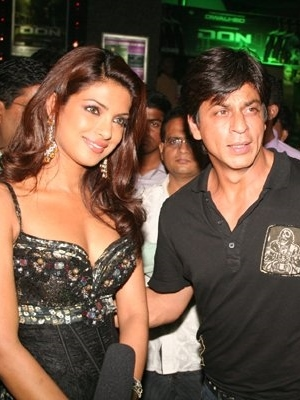
Chopra con su coprotagonista Shah Rukh Khan en el estreno de Don (2006)

El último lanzamiento de Chopra en 2006 fue Don, un thriller de acción de Farhan Akhtar (un remake de la película homónima de 1978), junto a Shah Rukh Khan. Chopra interpretó a Roma (interpretada por Zeenat Aman en la película original), quien se une al inframundo para vengarse de Don por matar a su hermano. Chopra recibió entrenamiento en artes marciales para su papel en la película y realizó sus propias acrobacias. La película fue declarada un éxito taquillero en la India y en el extranjero, con ingresos de ₹1.05 mil millones (US$13 millones). Raja Sen de Rediff.com encontró a Chopra como la «gran sorpresa» de la película; creyó que Chopra retrató convincentemente a Roma, «con aspecto de mujer competente de acción» y escribió «Esta es una actriz dispuesta a desafiarse a sí misma, y tiene un gran potencial para la magia en pantalla. Por no mencionar una gran sonrisa».

### Retrocesos y resurgimiento (2007-2008)
En 2007, Chopra tuvo dos papeles principales. Su primera película fue Salaam-e-Ishq: A Tribute to Love, una comedia romántica dramática en seis capítulos con un reparto coral dirigida por Nikkhil Advani. Apareció junto a Salman Khan en el primer capítulo como Kamini, una chica de item y actriz aspirante que intenta conseguir el papel principal en una película de Karan Johar con un truco publicitario. La crítica de cine Sukanya Verma elogió su talento para la comedia, especialmente sus imitaciones de Meena Kumari, Nargis y Madhubala. Tanto Salaam-e-Ishq: A Tribute to Love como su siguiente película, Big Brother, resultaron ser un fracaso en la taquilla nacional.

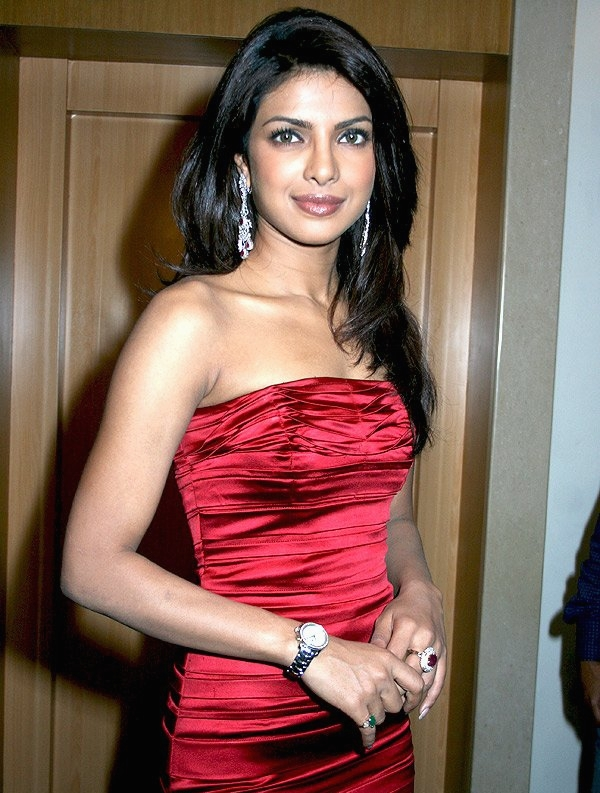
Chopra en la portada especial de la revista Dostana Filmfare en noviembre de 2008

En 2008, Chopra protagonizó junto a Harman Baweja en la película de su padre Harry Baweja, Love Story 2050. Chopra interpretó un doble papel, por lo que se tiñó el cabello dos veces; primero de rojo para retratar a la chica del futuro y luego de negro para la chica del pasado. Su actuación fue mal recibida; Rajeev Masand no quedó impresionado con la química de Chopra con su coprotagonista, señalando que su personaje «no logra inspirar ni afecto ni simpatía». A continuación, apareció en la comedia God Tussi Great Ho, interpretando a una presentadora de televisión junto a Salman Khan, Sohail Khan y Amitabh Bachchan. Chopra protagonizó luego como maestra de preescolar en Chamku junto a Bobby Deol e Irrfan Khan, e interpretó el papel de Sonia en la película de superhéroes de fantasía de Goldie Behl Drona junto a Abhishek Bachchan y Jaya Bachchan. A continuación, Chopra protagonizó como maestra de kindergarten en Chamku junto a Bobby Deol e Irrfan Khan, e interpretó el papel de Sonia en la película de superhéroes de fantasía Drona de Goldie Behl, junto a Abhishek Bachchan y Jaya Bachchan. Drona, ampliamente criticada por su uso extensivo de efectos especiales, marcó la sexta película consecutiva de Chopra que había fracasado tanto en taquilla como en críticas, aunque Sukanya Verma de Rediff.com afirmó que Chopra mostró habilidades convincentes como heroína de acción. En ese momento, los críticos percibían en general que su carrera había terminado.
La racha de películas mal recibidas terminó cuando Chopra protagonizó Fashion de Madhur Bhandarkar, un drama sobre la industria de la moda india que siguió las vidas y carreras de varios modelos de moda. Interpretó a la ambiciosa supermodelo Meghna Mathur, un papel que inicialmente pensó que estaba fuera de su alcance, pero después de seis meses de consideración aceptó el papel, inspirada en la confianza que Bhandarkar tenía en ella. Para el papel, Chopra tuvo que ganar 6 kilogramos (13 libras) y perder peso constantemente durante la producción a medida que el personaje avanzaba en la película. Tanto la película como su actuación recibieron elogios de la crítica, lo que resultó ser un punto de inflexión importante en su carrera. Rajeev Masand consideró que «hizo una actuación respetable, que inevitablemente pasará a la historia como la mejor». Por su actuación, ganó varios premios, incluyendo el Premio Nacional de Cine a la mejor actriz, el Premio Filmfare a la mejor actriz, el Premio IIFA a la mejor actriz, el Premio Screen a la mejor actriz, el Premio de la Asociación de Productores de Cine a la mejor actriz en un papel protagónico. Con ingresos mundiales de ₹600 millones (US$7 millones), Fashion emergió como un éxito comercial y fue incluida por Subhash K. Jha como una de las mejores películas de la década con protagonistas femeninas. Se destacó por ser comercialmente exitosa a pesar de ser una película centrada en mujeres sin un protagonista masculino. Chopra dijo en 2012: «Creo que Fashion inició en realidad... el proceso de películas dominadas por mujeres. Hoy tienes muchas otras películas que han tenido éxito con protagonistas femeninas».
La última película de Chopra del año fue la comedia romántica Dostana de Tarun Mansukhani, junto a Abhishek Bachchan y John Abraham. Ambientada en Miami (Estados Unidos), la película cuenta la historia de una amistad entre su personaje y dos hombres que fingen ser gays para compartir un apartamento con ella. Chopra interpretó a Neha Melwani, una joven y elegante editora de una revista de moda, que intenta lidiar con las presiones profesionales en su vida. Producida por Dharma Productions, la película fue un éxito financiero con ingresos mundiales de más de ₹860 millones (US$10 millones). La actuación y el look de Chopra en la película fueron elogiados. Por sus actuaciones en Fashion y Dostana, ganó conjuntamente el Premio Stardust a la actriz del año.

### Experimento con roles no convencionales (2009-2011)
En 2009, Chopra interpretó a una mujer maratí fogosa llamada Sweety en la película de suspenso y aventuras Kaminey, de Vishal Bhardwaj (junto con Shahid Kapoor), sobre dos hermanos gemelos y su viaje en la vida relacionado con el mundo del crimen. La película recibió elogios de la crítica y tuvo éxito en taquilla con ganancias mundiales de ₹710 millones (US$9 millones). Nikhat Kazmi de The Times of India pensó que el papel de Chopra la reinventó completamente, y Rajeev Masand escribió: «[Chopra] nos brinda una deliciosa sorpresa en un papel más pequeño, salpicando sus líneas con un poco de maratí fluido y convirtiéndose en uno de los personajes más encantadores de la película». Raja Sen de Rediff.com nombró la actuación de Chopra como la mejor de una actriz ese año. Su papel le valió varios premios y nominaciones, incluyendo un segundo Premio consecutivo de la Asociación de Productores de Cine por mejor actriz en un papel principal después de Fashion y nominaciones a mejor actriz en los premios Filmfare, Screen e IIFA.

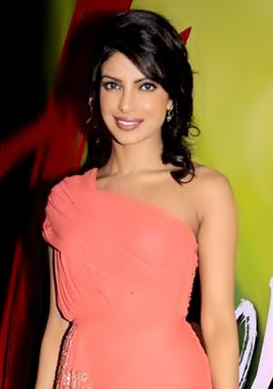
Chopra en el lanzamiento de la banda sonora de 7 Khoon Maaf (2011)

Posteriormente, Chopra apareció en la comedia romántica What's Your Raashee? de Ashutosh Gowariker, basada en la novela Kimball Ravenswood de Madhu Rye. La película muestra la historia de un indio no residente guyaratí radicado en EE. UU. que busca a su alma gemela entre 12 chicas (todas interpretadas por Chopra) relacionadas con los 12 signos del zodiaco. Recibió una nominación al Premio Screen a la mejor actriz por su actuación en la película. Se la consideró para su inclusión en el libro Guinness de los récords por ser la primera actriz de cine en interpretar a 12 personajes distintos en una sola película. La pesada carga de trabajo de Chopra —rodando para varias producciones, viajando para anuncios publicitarios y actuando en espectáculos en vivo (incluido el concurso de Miss India)— pasó factura; se desmayó durante el rodaje y fue ingresada en el hospital. En 2010, Chopra protagonizó junto a Uday Chopra la comedia romántica Pyaar Impossible! de Jugal Hansraj, interpretando a Alisha, una popular chica universitaria (y más tarde una madre trabajadora) que se enamora de un hombre socialmente inepto. Más tarde ese año, protagonizó junto a Ranbir Kapoor la comedia romántico-dramática Anjaana Anjaani de Siddharth Anand. Ambientada en Nueva York y Las Vegas (Estados Unidos), la película sigue la historia de dos extraños suicidas que se enamoran el uno del otro. La película recibió críticas mixtas a positivas de los críticos y fue un éxito comercial en taquilla.
Protagonizó como una mujer fatal en su primera película de 2011, la comedia negra 7 Khoon Maaf de Vishal Bhardwaj. Basada en el cuento Susanna's Seven Husbands de Ruskin Bond, 7 Khoon Maaf gira en torno a Susanna Anna-Marie Johannes, interpretada por Chopra, una mujer angloindia que asesina a sus maridos en una búsqueda interminable del amor. La película y su actuación recibieron elogios de la crítica. Nikhat Kazmi calificó la película como «un hito en la gráfica de carrera de Chopra», felicitándola por su «exquisito dominio sobre un personaje complejo que definitivamente es un primer lugar en el cine indio». Rachel Saltz del New York Times sintió que Susanna era más una concepción que un personaje y que Chopra «aunque encantadora como siempre, no puede hacer que sea coherente». La actuación de Chopra le valió el Premio Filmfare a la mejor actriz y una nominación para el Premio Filmfare, el Premio IIFA, el Premio Producers Guild Film y el Premio Screen a la mejor actriz.
El último lanzamiento de Chopra en el año la vio repitiendo su papel como Roma en la segunda entrega de la franquicia Don, Don 2. Aunque la película recibió críticas mixtas, la actuación de Chopra obtuvo comentarios positivos de los críticos. Según The Express Tribune, «Chopra... parece ser la elección perfecta para una heroína de acción. Al verla golpear sin esfuerzo a algunos matones en la película, llegas a la realización de que puede ser la primera heroína de acción femenina adecuada en Bollywood». Don 2 fue un gran éxito en la India y en el extranjero, recaudando más de ₹2,06 mil millones (US$25 millones) en todo el mundo.

### Más éxitos (2012-2014)
La primera película de Chopra en 2012 fue Agneepath, un drama de acción dirigido por Karan Malhotra, en el que protagonizó junto a Hrithik Roshan, Sanjay Dutt y Rishi Kapoor. Producida por Karan Johar, la película es un remake de la producción de 1990 de su padre con el mismo nombre. En uno de los varios accidentes que ocurrieron durante la producción, el lehenga (una falda tradicional) de Chopra se incendió mientras filmaba una secuencia para una canción elaborada del festival Ganpati. Ella interpretó a Kaali Gawde, el interés amoroso locuaz de Roshan en la película. Mayank Shekhar destacó cuánto se destacó Chopra en la película dominada por hombres. Agneepath rompió el récord de mayores ganancias del primer día de Bollywood y tuvo una recaudación mundial de ₹1,93 mil millones (23 millones de dólares estadounidenses). Chopra luego coprotagonizó con Shahid Kapoor en el romance de Kunal Kohli, Teri Meri Kahaani. La película relata las historias de tres parejas desconectadas (cada una interpretada por Kapoor y Chopra), nacidas en diferentes épocas.

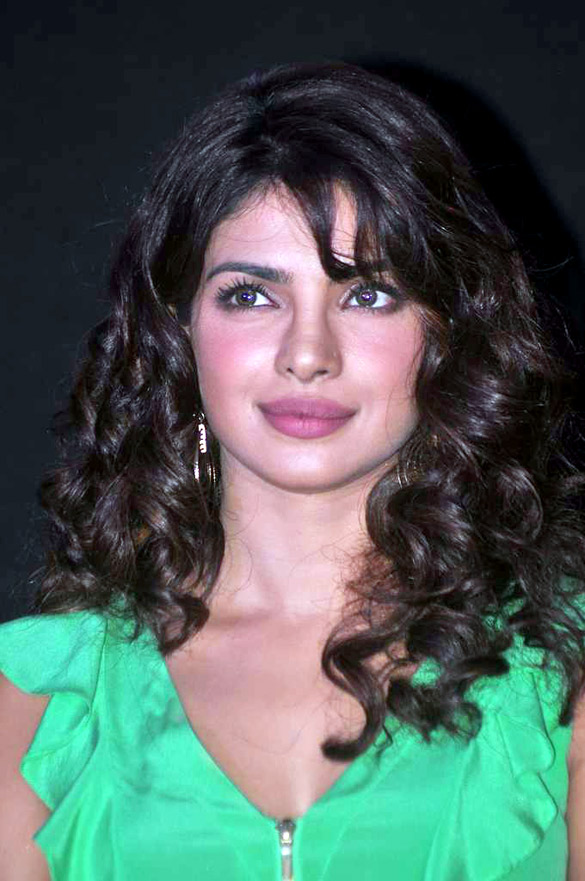
Chopra en un evento promocional de ¡Barfi! en 2012

La última aparición de Chopra en 2012 fue en ¡Barfi!, de Anurag Basu, junto a Ranbir Kapoor e Ileana D'Cruz. Ambientada en la década de 1970, la película cuenta la historia de tres personas, dos de las cuales tienen discapacidades físicas. Chopra interpretó a Jhilmil Chatterjee, una mujer autista que se enamora de un hombre sordo y mudo (Kapoor). El director Rituparno Ghosh consideró que era un papel «muy, muy valiente» de aceptar, dado lo exigente que es para un actor retratar de manera convincente a una mujer con autismo. Para prepararse para el papel, Chopra visitó varias instituciones mentales y pasó tiempo con personas autistas. La película recibió elogios de la crítica y fue un gran éxito comercial, recaudando ₹1,75 mil millones (21 millones de dólares estadounidenses) en todo el mundo. Rachit Gupta de Filmfare encontró a Chopra como el «paquete sorpresa» de la película y consideró su actuación como «la mejor representación de [autismo] en el celuloide indio». Pratim D. Gupta de The Telegraph elogió ampliamente a Kapoor y Chopra, aunque encontró que ella era un poco «exhibicionista» en su papel. Chopra recibió nominaciones a mejor actriz en los premios Filmfare, Screen, IIFA y Producers Guild Film Awards. La película fue elegida como la entrada de la India para la 85.ª edición de los Premios Óscar. Agneepath y ¡Barfi! se ubicaron entre las películas de Bollywood de mayor recaudación hasta ese momento.
En 2013, prestó su voz al personaje de Ishaani, la campeona panasiática reinante de la India y el interés amoroso del protagonista principal en la película de Disneytoon Studios Aviones, una secuela de la franquicia Cars de Pixar. Chopra, fanática de las películas de Disney, se divirtió al dar voz al personaje diciendo: «La más cerca que pude estar de ser una princesa Disney, creo, fue Ishaani». La película fue un éxito comercial, recaudando aproximadamente US$240 millones en todo el mundo. Ella interpretó a una chica india no residente en el drama de acción bilingüe de Apoorva Lakhia Zanjeer (Thoofan en télugu), un remake de la película hindi de 1973 del mismo nombre, que recibió malas reacciones de los críticos y no tuvo éxito en taquilla. Chopra luego repitió su papel de Priya en Krrish 3 de Rakesh Roshan, una secuela de la película de superhéroes de 2006 Krrish, junto a Hrithik Roshan, Vivek Oberoi y Kangana Ranaut. Los críticos sintieron que Chopra tenía muy poco que hacer en la película. Saibal Chatterjee de NDTV escribió que ella «tiene que asumir un papel mal escrito y se ve reducida a la condición de un parásito que espera que las cosas se desarrollen». La película se convirtió en un éxito taquillero, recaudando más de ₹3 mil millones (US$36 millones) en todo el mundo, convirtiéndose en el mayor éxito comercial de Chopra hasta ese momento y su cuarto gran éxito en dos años. También bailó un mujra contemporáneo en la canción «Ram Chahe Leela» para la película Goliyon Ki Raasleela Ram-Leela de Sanjay Leela Bhansali.
En 2014, Chopra interpretó el papel femenino principal en la película de acción romántica Gunday de Yash Raj Films, dirigida por Ali Abbas Zafar, junto a Ranveer Singh, Arjun Kapoor e Irrfan Khan. Ella retrató a Nandita, una bailarina de cabaré en Calcuta. Ambientada en la década de 1970, la película cuenta la historia de dos mejores amigos que se enamoran de Nandita. Gunday demostró ser un éxito taquillero, recaudando más de ₹1 mil millones (US$12 millones) en todo el mundo. Chopra luego protagonizó como el personaje principal en Mary Kom, una película biográfica de la cinco veces campeona mundial de boxeo y medallista de bronce olímpico Mary Kom. Para prepararse para el papel, pasó tiempo con Kom y recibió cuatro meses de entrenamiento de boxeo. La película se estrenó en el Festival Internacional de Cine de Toronto de 2014, recibió reseñas positivas de los críticos y su actuación recibió elogios de la crítica. Sudhish Kamath de The Hindu criticó el guion de la película, pero elogió la actuación «sobresaliente» de Chopra, escribiendo: «La actriz espiritosa se eleva por encima del material y nos hace invertir en ella y hace plena justicia al espíritu» del boxeador. La reseña del Indo-Asian News Service destacó a la actriz por expresar cada matiz del personaje con «un bravado perfectamente afinado». Mary Kom se convirtió en un éxito comercial, con ingresos de ₹1.04 mil millones (US$12 millones) en taquilla. Ganó el premio Screen a la mejor actriz, el premio Producers Guild Film a la mejor actriz en un papel principal y recibió otra nominación para el premio Filmfare a la mejor actriz.

### Expansión al cine y la televisión estadounidenses (2015-2019)
En 2015, Chopra protagonizó la película de Zoya Akhtar, Dil Dhadakne Do, una comedia dramática coral que también cuenta con Anil Kapoor, Shefali Shah, Ranveer Singh y Anushka Sharma. La película cuenta la historia de una familia punyabí disfuncional (los Mehras), que invita a su familia y amigos a un viaje en crucero para celebrar el 30.º aniversario de bodas de los padres. Ella interpretó el papel de Ayesha Mehra, una empresaria exitosa y la hija mayor. Pratim D. Gupta de The Telegraph escribió sobre Chopra: «Desde el lenguaje corporal adecuado hasta el discurso medido [...] muestra el tipo de profundidad que es capaz de aportar a sus líneas y personajes en estos días». El elenco de Dil Dhadakne Do ganó el premio Screen al mejor reparto y Chopra fue nominada a los premios Screen, IIFA y Producers Guild Film a la mejor actriz. En 2016, prestó su voz al personaje de Kaa, una pitón hembra, en la versión en hindi de la película El libro de la selva.

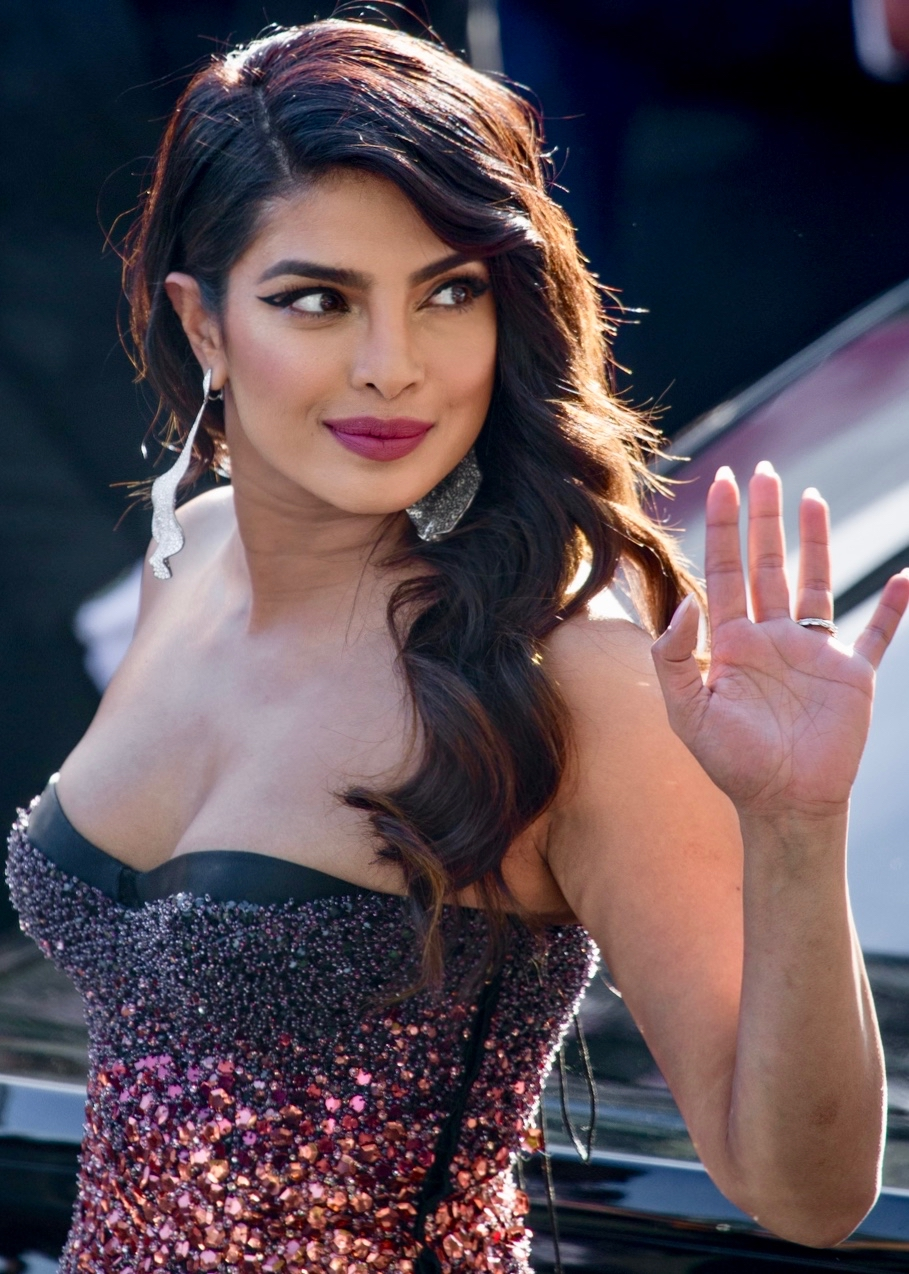
Chopra en el Festival Internacional de Cine de Cannes de 2019

Chopra firmó un contrato de retención de talentos con ABC Studios y posteriormente fue elegida en la serie de suspenso estadounidense Quantico como el personaje Alex Parrish. La serie se estrenó en 2015 en ABC, convirtiendo a Chopra en la primera persona surasiática en protagonizar una serie dramática de una cadena estadounidense. La serie recibió críticas positivas de los críticos de televisión y Chopra fue elogiada por su actuación. Rob Lowman del Los Angeles Daily News elogió su «presencia dinámica en la pantalla» y James Poniewozik de The New York Times nombró a Chopra como el «mayor activo humano» del programa, y agregó que «es inmediatamente carismática y dominante». Recibió el premio People's Choice a la actriz favorita en una nueva serie de televisión por su papel en Quantico, convirtiéndose en la primera actriz del surasiática en ganar un premio People's Choice. Al año siguiente, Chopra ganó un segundo premio People's Choice a la actriz de televisión dramática favorita. Quantico fue cancelada después de tres temporadas en 2018. Chopra dijo más tarde que su mudanza a Estados Unidos fue motivada por desacuerdos con personas de Bollywood: «Tenía personas que no me elegían, tenía problemas con personas, no soy buena jugando a ese juego, así que estaba cansada de la política y dije que necesitaba un descanso».
Chopra luego interpretó a Kashibai, la primera esposa del general marata Peshwa Bajirao I, en el drama romántico histórico épico Bajirao Mastani de Sanjay Leela Bhansali, junto a Ranveer Singh y Deepika Padukone. La película recibió críticas muy positivas y Chopra recibió elogios generalizados por su interpretación, que varios críticos consideraron su mejor actuación hasta la fecha. Rajeev Masand escribió: «La película se beneficia de un toque agradable de juego y humor en la Kashibai de Priyanka Chopra. Chopra aporta gracia al personaje y prácticamente se roba la película». El crítico de cine Raja Sen pensó que Chopra, a pesar de no estar en el papel principal, se llevó la película, y escribió: «Chopra es excelente en el papel, sus ojos inteligentemente expresivos hablan por sí solos y su ritmo marati sin tonterías es perfecto». Un éxito comercial importante, Bajirao Mastani recaudó ₹3,5 mil millones (42 millones de dólares estadounidenses) en taquilla, convirtiéndose en una de las películas indias más taquilleras de todos los tiempos. Por su actuación, ganó el premio Filmfare, IIFA y Screen a la mejor actriz de reparto y recibió una nominación al premio Producers Guild Film a la mejor actriz en un papel protagónico.
En 2016, Chopra protagonizó como oficial de policía en el drama social Jai Gangaajal de Prakash Jha. Escribiendo para The Hindu, Namrata Joshi pensó que ella «parece descolorida, desinteresada y no involucrada con lo que sucede durante la mayor parte de la película». No tuvo un buen desempeño comercial. Al año siguiente, Chopra hizo su debut en una película de acción en vivo de Hollywood interpretando a la antagonista Victoria Leeds en la comedia de acción Baywatch de Seth Gordon, junto a Dwayne Johnson y Zac Efron. La película recibió críticas desfavorables. IGN declaró a Chopra como el punto culminante de la película, observando que «brilla con más intensidad que prácticamente cualquier persona con la que comparte una escena» y escribió «Chopra es atractiva e interesante y es el único personaje que habla con algún tipo de cadencia distintiva». Scott Mendelson de Forbes escribió: «Chopra se divierte como la mala, pero se mantiene en segundo plano hasta el final de la película y realmente solo obtiene una gran escena al final de la película». Baywatch no fue un éxito comercial en Norteamérica, pero la película tuvo un buen desempeño en los mercados internacionales, recaudando aproximadamente $178 millones en taquilla en todo el mundo. El Festival de Cine de Sundance de 2018 marcó el estreno de la siguiente película estadounidense de Chopra, A Kid Like Jake, un drama sobre la variación de género, protagonizada por Jim Parsons y Claire Danes. Amy Nicholson de Variety elogió su «presencia encantadora», pero pensó que su papel agregó poco valor a la película. A principios de 2019, había firmado para interpretar a la protagonista femenina junto a Salman Khan en Bharat, pero abandonó el proyecto días antes de filmar sus escenas. Nikhil Namit, productor de la película, dijo que renunció debido a su compromiso con Nick Jonas y la acusó de ser «un tanto poco profesional».
En 2019, Chopra tuvo otra parte de apoyo, como embajadora de yoga, en la comedia de Todd Strauss-Schulson ¿No es romántico?, protagonizada por Rebel Wilson. La película fue bien recibida por los críticos y recaudó aproximadamente $49 millones en la taquilla norteamericana. Dana Schwartz de Entertainment Weekly la consideró «perfectamente elegida» pero Benjamin Lee de The Guardian pensó que no era «lo suficientemente interesante». Ella regresó al cine hindi (como Priyanka Chopra Jonas) más tarde, en 2019, con el drama biográfico de Shonali Bose, The Sky Is Pink, en el que interpretó a la madre de Aisha Chaudhary, una adolescente que sufre de una enfermedad terminal. También produjo el proyecto y se conectó con la historia por su mezcla de humor y tragedia. Kate Erbland de IndieWire la encontró «extraordinaria» como «la fuerza impulsora de la película, una mamá osa que habla fuerte», y Anna M. M. Vetticad se dio cuenta de la «contención hirviente» en su actuación. La película no tuvo buen rendimiento en taquilla. Recibió otra nominación para el premio Filmfare a la mejor actriz.

### Proyectos destreaming(2020-presente)

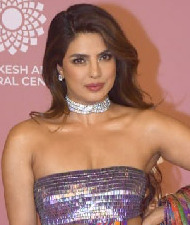
Chopra Jonas en 2023

En 2020, Chopra Jonas firmó un acuerdo televisivo de primer vistazo de varios millones de dólares con Amazon Prime Video para respaldar contenido de cineastas BIPOC y mujeres por primera vez. Su única película estrenada ese año fue la película infantil de superhéroes de Netflix, We Can Be Heroes, dirigida por Robert Rodriguez. Protagonizó el papel de la Sra. Granada, directora de una organización de superhéroes llamada Heroics. La película recibió reseñas generalmente positivas; Richard Roeper del Chicago Sun-Times elogió a la actriz por «animar los procedimientos» como la estricta Sra. Granada, e Ian Freer de la revista Empire sintió que hizo «una actuación infantil por todo lo alto». Su primera película de 2021 fue The White Tiger de Ramin Bahrani, una adaptación de la novela satírica homónima de Aravind Adiga. Protagonizó junto a Adarsh Gourav y Rajkummar Rao, y también produjo ejecutivamente esta producción de Netflix. Las reseñas críticas hacia la película y su actuación fueron positivas. Al escribir para The Times, el crítico de cine Kevin Maher consideró que la actuación de Chopra Jonas fue «impresionante» y David Rooney de The Hollywood Reporter la elogió por aportar «profundidad emocional» a su papel. La película recibió una nominación a mejor guion adaptado en la 93.ª edición de los Premios Óscar. Más tarde ese año, Chopra Jonas tuvo un papel secundario en la película de ciencia ficción The Matrix Resurrections.
Chopra Jonas protagonizó junto a Richard Madden en la serie de thriller y acción de Amazon Prime Video, Citadel (2023). Con un presupuesto de producción de US$300 millones, la primera temporada de seis episodios se ubica como una de las series de televisión más costosas. Marcó la primera vez en su carrera cuando recibió un pago igual al de su coprotagonista masculino. Ella misma realizó muchas de sus propias acrobacias y sufrió una cicatriz permanente debido a una lesión en la ceja. Los críticos tuvieron opiniones mixtas sobre la serie, pero Jasper Rees de The Daily Telegraph se impresionó particularmente con el potencial de Chopra Jonas como una versión femenina de James Bond, encontrándola «coqueta y divertida, y dura como una bolsa de clavos de nueve pulgadas». Luego protagonizó la comedia romántica Love Again, junto a Sam Heughan y Céline Dion, que fue duramente criticada por los expertos.
Chopra Jonas protagonizará próximamente junto a John Cena e Idris Elba en la película de acción Heads of State y junto a Karl Urban en la película de acción The Bluff.

## Carrera musical
La principal influencia vocal de Chopra fue su padre, quien ayudó a desarrollar su interés por cantar. Utilizó su talento vocal temprano en su carrera en concursos de belleza. Su primera grabación, la canción «Ullathai Killathe» en la película tamil Thamizhan (2002), se realizó por insistencia de su director y coprotagonista Vijay (quien había notado su canto en el set). Rechazó cantar playback para «Tinka Tinka» en su película Karam (2005), prefiriendo concentrarse en su carrera actoral, pero más tarde cantó la canción en vivo en el programa de televisión Sa Re Ga Ma Pa. Chopra grabó una canción inédita para Bluffmaster! (2005). En agosto de 2011, Universal Music Group firmó un contrato de grabación mundial con Chopra a través de DesiHits. El acuerdo indicaba que su primer álbum de estudio sería lanzado por Interscope Records en Norteamérica y por Island Records en el resto del mundo.

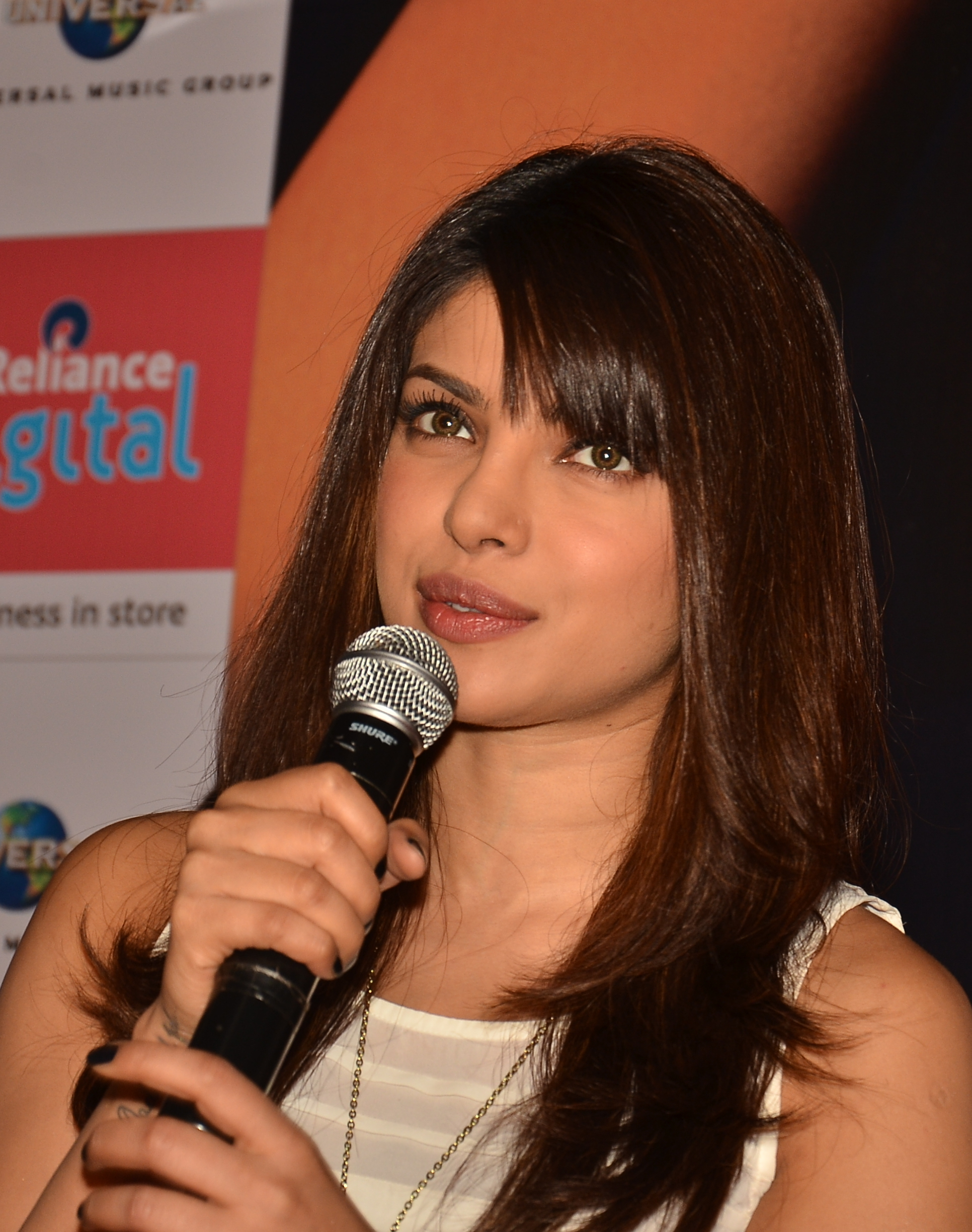
Chopra promocionando «In My City» en la tienda digital Reliance de Bombay

En julio de 2012, Chopra se convirtió en la primera estrella de Bollywood firmada por Creative Artists Agency, una agencia de entretenimiento y deportes con sede en Los Ángeles (Estados Unidos). El álbum fue producido por RedOne. Su primer sencillo, «In My City», debutó en Estados Unidos el 13 de septiembre de 2012 en un anuncio televisivo para Thursday Night Football de la NFL Network; una versión reducida de la canción se utilizó para abrir cada programa de la temporada. «In My City» cuenta con el rapero will.i.am; según Chopra, coautora de la canción, esta fue inspirada por su infancia inestable y su trayectoria de chica de pueblo a celebridad. La canción recibió críticas mixtas de los críticos y fue un éxito comercial en la India; vendió más de 130,000 copias en su primera semana, encabezó la lista de éxitos del pop hindi y fue certificada triple platino. En los Estados Unidos, el sencillo fue un fracaso, con 5,000 descargas digitales en su primera semana según Nielsen SoundScan, y no recibió reproducción radial. En octubre de 2012, el sencillo le valió el premio al mejor debut internacional en los People's Choice Awards India. En diciembre de 2012, recibió tres nominaciones: mejor artista femenina, mejor canción y mejor video (por «In My City») en los World Music Awards. Chopra también participó en «Erase», una canción de EDM producida por el dúo estadounidense The Chainsmokers.
En julio de 2013, Chopra lanzó su segundo sencillo «Exotic» con el rapero estadounidense Pitbull, junto con su video musical. «Exotic» debutó en el número 16 en la lista Billboard Dance/Electronic Songs y en el número 11 en la lista Dance/Electronic Digital Songs en la edición del 27 de julio de 2013. El sencillo también ingresó en el número 74 en la lista Canadian Hot 100. «Exotic» debutó en el número 44 en la lista Billboard Hot Dance Club Songs y alcanzó su punto máximo en el número 12. Su tercer sencillo, una versión de «I Can't Make You Love Me» de Bonnie Raitt, fue lanzado en abril de 2014. La canción alcanzó el número 28 en la lista Billboard Hot Dance/Electronic Songs.
La primera canción de Chopra como cantante de playback en Bollywood fue «Chaoro», una canción de cuna de la película Mary Kom (2014). En 2015, cantó la canción principal, un dúo con Farhan Akhtar, para Dil Dhadakne Do. Grabó una canción promocional para Ventilator (2016), marcando su debut como cantante de playback en marati con «Baba». En 2017, Chopra colaboró con el DJ australiano Will Sparks en «Young and Free», una canción de EDM que también escribió. Chopra dijo más tarde que su carrera musical «no estaba a la altura de mis estándares» y que habría sido «inútil» seguir persiguiéndola.

## Filantropía
Chopra apoya diversas causas a través de su fundación «The Priyanka Chopra Foundation for Health and Education» («La Fundación Priyanka Chopra para la Salud y la Educación»), que trabaja para brindar apoyo a niños desfavorecidos en todo el país en las áreas de educación y salud. Ella dona el diez por ciento de sus ganancias para financiar las operaciones de la fundación y paga los gastos educativos y médicos de setenta niños en la India, cincuenta de los cuales son niñas. Ella a menudo habla sobre los problemas de las mujeres: en contra del infanticidio y el feticidio femeninos, y en apoyo de la educación para las niñas. Creyente en el feminismo, Chopra siempre ha sido vocal sobre los derechos de las mujeres, la igualdad de género y la brecha salarial de género. En 2006, se subastó en eBay un «día con Chopra»; las ganancias se donaron a una ONG, Nanhi Kali, que ayuda a educar a las niñas en la India. Ha hecho apariciones en apoyo de otras organizaciones benéficas, como el HELP! Telethon Concert (concierto teletón HELP!) de 2005 para recaudar fondos para las víctimas del terremoto del Océano Índico de 2004.
Ella ha trabajado con Unicef desde 2006, grabando anuncios de servicio público y participando en discusiones en paneles de medios que promueven los derechos de los niños y la educación de las niñas, y también participó en la celebración del 20.º aniversario de la Convención sobre los Derechos del Niño. Fue nombrada Embajadora Nacional de Buena Voluntad de Unicef para los Derechos del Niño el 10 de agosto de 2010. La representante de UNICEF, Karin Hulshof, dijo sobre el nombramiento: «Ella es igual de apasionada sobre su trabajo en nombre de los niños y adolescentes. Estamos orgullosos del trabajo que ha realizado con nosotros hasta ahora sobre los derechos de los niños, y estamos emocionados sobre todo lo que haremos juntos para que ningún niño se quede atrás». En 2009, filmó un documental para la organización Alert India para aumentar la comprensión de la lepra. Ella modeló para el diseñador Manish Malhotra y el espectáculo de moda benéfico de Shaina NC para recaudar fondos para la asociación benéfica Cancer Patients Aid Association. En 2010, Chopra fue una de las varias celebridades que crearon mensajes promocionales para Pearls Wave Trust, que hace campaña en contra de la violencia y el abuso hacia las mujeres y las niñas. Chopra también lanzó la campaña «Save the Girl Child», que tiene como objetivo cambiar la actitud de los indios hacia las niñas. En 2012, Chopra habló en el lanzamiento de Awakening Youth, un programa antiadicciones.
En un evento público en 2019, una activista criticó a Chopra por un tuit en el que elogiaba a las fuerzas militares de la India mientras las tensiones entre Pakistán y la India se intensificaban. El principal argumento fue que estaba fomentando la guerra y que eso era incompatible con su trabajo como Embajadora de Paz de la ONU. La respuesta de Chopra en el evento fue que ella es patriota; también silenció rápidamente a la activista que la criticaba. Pakistán pidió que Chopra fuera despedida de su trabajo en la ONU, pero la ONU apoyó el derecho de Chopra a expresarse por sí misma.

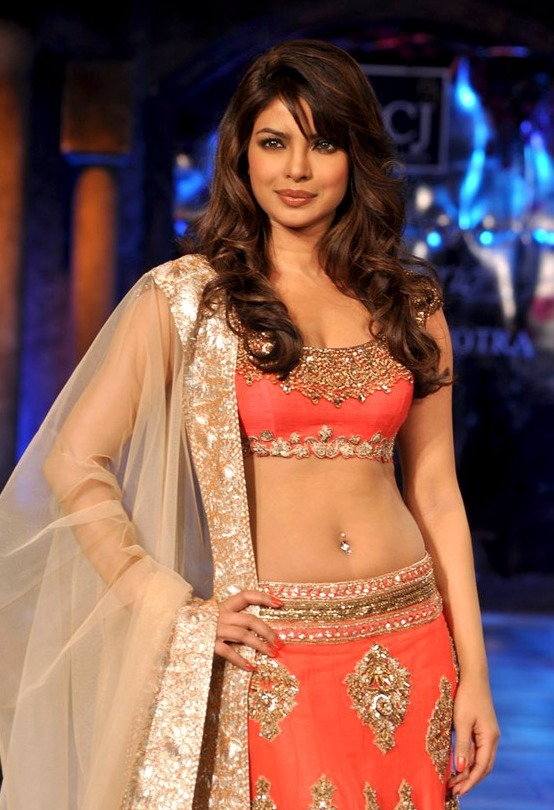
Chopra en la pasarela para el desfile de moda benéfico de Mijwan en 2012

Chopra es partidaria de organizaciones benéficas medioambientales y es embajadora de marca de NDTV Greenathon, una iniciativa para apoyar la ecoamabilidad y proporcionar energía solar a pueblos rurales sin suministro de electricidad. Apareció con niños en un video animado para apoyar la causa y retiró basura de las orillas del río Yamuna en Agra para aumentar la conciencia sobre los problemas medioambientales. Durante la tercera y cuarta edición del Greenathon, adoptó hasta siete pueblos para proporcionarles un suministro regular de electricidad. Adoptó una tigresa en 2011 y una leona en 2012 en el parque biológico de Birsa, pagando el mantenimiento de ambos animales durante un año. Para promover la donación de órganos, Chopra se comprometió a donar sus propios órganos después de su muerte y fue co-oradora principal en la celebración del vigésimo aniversario del programa de trasplante de hígado del Centro Médico de la Universidad de Pittsburgh, con tema de Bollywood, en 2012.
Ella donó ₹5 millones (US$60,000) al hospital Nanavati para construir un pabellón de cáncer. El pabellón, que lleva el nombre de su difunto padre, fue inaugurado por ella en 2013. Ese mismo año, proporcionó la voz en inglés y hindi para la película documental Girl Rising para la organización del mismo nombre. Fue invitada como una de las oradoras junto a Gordon Brown, Steve Wozniak, Bill Clinton y Charlie Baker para el 50.º aniversario de la Conferencia de Líderes Mundiales en el Centro de Convenciones Hynes de Boston. Habló sobre el empoderamiento de las mujeres a través de la educación, discutiendo la desigualdad y los desafíos de la educación para las mujeres, y recibió una ovación de pie por su discurso. Chopra también prestó su voz para un video musical de «Imagine» de John Lennon. El video que la presenta junto a otros cantantes, incluyendo a Katy Perry y Black Eyed Peas, fue creado como parte de una campaña global de Unicef para celebrar el 25.º aniversario de la Convención sobre los Derechos del Niño.
El primer ministro indio, Narendra Modi, seleccionó a Chopra como una de sus nueve nominadas llamadas «Navratna» en 2014 para el Swachh Bharat Abhiyan, una campaña nacional de limpieza del Gobierno de la India. Ella prestó su apoyo a la campaña trabajando como trabajadora de saneamiento durante un día, limpiando y rehabilitando un barrio lleno de basura en Mumbai, e instó a la gente a mantener la limpieza.
En 2015, ella dio voz al elefante robótico de tamaño real de People for the Ethical Treatment of Animals (PETA) llamado «Ellie», quien visitó escuelas en todo Estados Unidos y Europa para educar a los niños sobre los elefantes y la cautividad, y para instar a la gente a boicotear los circos. Chopra fue nombrada Embajadora de Buena Voluntad Global de Unicef en diciembre de 2016. En 2017, Variety la honró con el premio Power of Women por su trabajo filantrópico con Unicef y recibió el Premio Memorial de la Madre Teresa por Justicia Social por su contribución a causas sociales. Dos años después, Chopra recibió el Premio Humanitario Danny Kaye de Unicef por su «trabajo filantrópico y dedicación hacia el bienestar de la sociedad» en la Gala de la Bola de Nieve de Unicef 2019.
En diciembre de 2019, Chopra se asoció con el Fondo de las Naciones Unidas para la Infancia y la empresa Crocs para donar 50.000 pares de zapatos a niños escolares merecedores en el país centroamericano de Belice.
A fines de abril de 2021, debido a la pandemia de COVID-19 en la India, Chopra junto con su esposo Nick abrió una recaudación de fondos junto con la ONG GiveIndia para obtener donaciones para el suministro de oxígeno, centros de atención para COVID-19, pruebas y esfuerzos de vacunación. La recaudación de fondos logró USD 400,000 en los primeros días. El cuñado de Chopra, Kevin Jonas, también instó a sus seguidores a ayudar a donar a la recaudación de fondos. Para el 13 de mayo de 2021, la recaudación de fondos había alcanzado la cifra de $1 millón y estableció su nuevo objetivo en $3 millones para el alivio del COVID-19.

## Otros trabajos

### Producción cinematográfica y emprendimiento
Chopra estableció su empresa de producción Purple Pebble Pictures con el objetivo de producir películas de bajo presupuesto e introducir y promover nuevos talentos en la industria cinematográfica india, particularmente en películas regionales indias. Su primera película marati, la comedia dramática Ventilator de 2016, fue un éxito de taquilla y ganó tres premios en la 64.ª edición de los Premios Nacionales de Cine. Continuó produciendo varias películas en lenguas regionales indias, incluyendo Pahuna: The Little Visitors (2018) y Paani (2019), que ganó el Premio Nacional de Cine a la mejor película sobre conservación/preservación del medio ambiente en la 66.ª edición de los Premios Nacionales de Cine.
Chopra comenzó a invertir en empresas de tecnología en 2018 invirtiendo en una empresa emergente de educación en codificación llamada Holberton School y en la aplicación de citas y redes sociales Bumble. La aplicación Bumble se lanzó en India con la ayuda de Chopra en octubre de 2018. En 2021, se informó que había invertido en el mercado de alquiler con sede en Estados Unidos Apartment List. En el evento Startup India Prarambh de 2021, Chopra dijo que «las ideas son la moneda del presente» y que estaba ansiosa por invertir más en una mezcla de startups de belleza y tecnología. Ese mismo mes, lanzó una línea de cuidado del cabello llamada «Anamoly Haircare» que estuvo disponible exclusivamente en las tiendas Target en Estados Unidos el 1 de febrero de 2021 y estaba planeada para estar disponible internacionalmente más tarde ese año.
En marzo de 2021, Chopra abrió su nuevo restaurante Sona en Manhattan, que ofrece cocina india de alta costura.

### Presentación televisiva y actuaciones en vivo

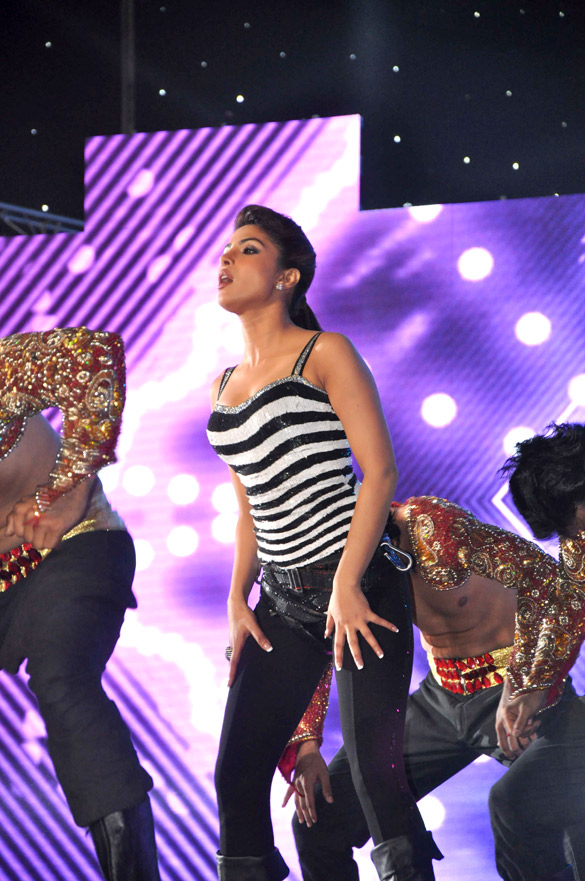
Chopra actuando en la ceremonia inaugural de la Liga Premier de India de 2012

En 2007, Chopra estuvo en el panel de jueces del concurso de belleza Miss India. Declaró: «Miss India siempre será especial. Ese fue el lugar donde todo comenzó para mí. Y quizás ese hubiera sido el final si no hubiera ganado la corona». También sirvió como jueza en Miss Mundo 2009. Priyanka Chopra visitó a las tropas Jawan en Tenga, en el este de la India, para un episodio especial del programa de NDTV Jai Jawan, que celebraba el 60.º aniversario de la independencia de la India.
En 2010, fue la presentadora de la tercera temporada del programa de telerrealidad Fear Factor: Khatron Ke Khiladi en el canal Colors, reemplazando al presentador anterior Akshay Kumar. Según los concursantes, al presentar la serie, Chopra se había «transformado en una dictadora que blande un látigo», empujando implacablemente a los concursantes a trabajar. Realizó la mayoría de sus propias acrobacias, empeñada en demostrar que podía rivalizar con Akshay Kumar, quien había presentado las dos temporadas anteriores. Los índices de audiencia del estreno del programa superaron a los de las dos temporadas anteriores. El programa fue elogiado por los críticos y le valió el premio Indian Telly al debut más impactante en la televisión. En febrero de 2016, Chopra presentó el premio al mejor montaje en la 88.ª edición de los Premios Óscar.
Chopra ha participado en una serie de giras mundiales y conciertos. Participó en una gira de conciertos mundiales, «Temptations 2004», y actuó con otros actores de Bollywood (incluyendo a Shah Rukh Khan, Saif Ali Khan, Rani Mukerji, Preity Zinta y Arjun Rampal) en 19 espectáculos en vivo. En 2011, participó (junto a Shahid Kapoor y Shah Rukh Khan) en un concierto en Durban, Sudáfrica, que celebraba los 150 años de amistad entre India y Sudáfrica. En 2012, se presentó en el estadio M. A. Chidamburam de Chennai en la ceremonia de apertura de la quinta temporada de la Liga Premier de Cricket de la India junto a Amitabh Bachchan, Salman Khan, Kareena Kapoor y Katy Perry. Ese mismo año, se presentó en el concierto Ahlan Bollywood en el Dubai Festival City junto a otras estrellas de Bollywood como Salman Khan y Sophie Choudry.
En 2021, Chopra junto a su esposo Nick Jonas, anunció a los nominados para la 93.ª edición de los Premios Óscar.

### Escritura
Chopra comenzó a escribir una columna de opinión para el Hindustan Times en 2009. Escribió un total de cincuenta columnas para el periódico. Ella dijo después de su primer año de escritura: «Soy una persona reservada y nunca pensé que podría expresar mis sentimientos. Pero, extrañamente, cada vez que me sentaba a escribir esta columna, mis pensamientos más íntimos salían a la luz». En marzo de 2009, conoció a varios lectores que habían enviado comentarios sobre su columna semanal. Ella continuó escribiendo esporádicamente para periódicos. En agosto de 2012, escribió una columna publicada en The Times of India titulada «No woman in Mumbai feels safe any longer» («ya ninguna mujer se siente segura en Bombay»), en la que habló sobre el asesinato de Pallavi Purkayastha, de 25 años, a quien conoció mientras trabajaba en Don. En el artículo, Chopra expresó sus opiniones sobre la seguridad de las mujeres en las ciudades. En un artículo de julio de 2014 publicado en The Guardian, Chopra criticó la mutilación genital femenina y el matrimonio infantil.
Más tarde ese año, Chopra escribió un artículo de opinión para The New York Times titulado «What Jane Austen Knew» («Lo que sabía Jane Austen») sobre la importancia de la educación para las niñas. Elogió y citó a los ganadores del Premio Nobel de la Paz Malala Yousafzai y Kailash Satyarthi, y describió cómo su deseo de ayudar a los demás se desencadenó cuando, a los 9 años, se unió a sus padres mientras ellos ofrecían su tiempo libre para brindar atención médica moderna a los pobres rurales. A fines de 2014, Chopra comenzó a escribir una columna mensual, «Pret-a-Priyanka», para Elle. En un artículo publicado en enero de 2015, expresó sus opiniones sobre la diversidad y ser una ciudadana global. Publicada por Penguin Random House, Chopra lanzó su primera memoria titulada Unfinished el 9 de febrero de 2021. En una reseña entusiasta, Molly Sprayregen de Associated Press calificó el libro como «un relato profundo, abierto y honesto» y escribió: «La escritura de Chopra Jonas es abierta, atractiva y llena de energía. Ella escribe, al parecer, para conectar. La experiencia se siente íntima, como si Chopra Jonas estuviera intercambiando historias con un amigo sobre café. Sus historias son extremadamente personales y, a pesar de ser una estrella de cine internacional, muchas de ellas incluso parecen relatables». Unfinished alcanzó la lista de los más vendidos de The New York Times en Estados Unidos.

## Vida personal

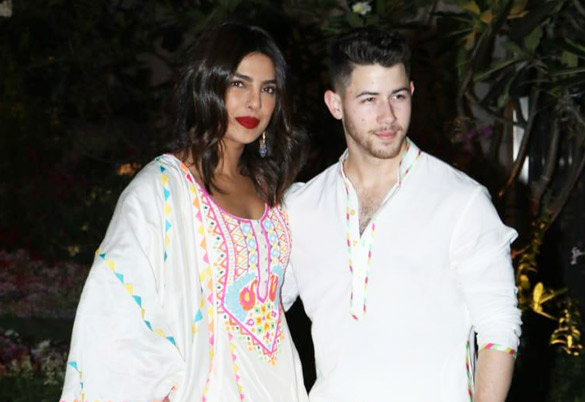
Chopra con su esposo Nick Jonas en una fiesta de celebración de holi en Bombay en 2020

Chopra ha mantenido una fuerte relación con su familia, incluido su hermano menor, Siddharth, y vive en un apartamento en el mismo piso que su familia. Ella era especialmente cercana a su padre, quien falleció en junio de 2013; en 2012, se hizo un tatuaje con la leyenda «La pequeña chica de papá» («Daddy's lil girl») escrita en su caligrafía. Al no provenir de una familia relacionada con el cine, ella se describe a sí misma como una mujer hecha a sí misma. Su madre, una ginecóloga bien establecida en Bareilly, abandonó su práctica para apoyar a Chopra cuando inició su carrera cinematográfica.
Como hindú practicante, Chopra realiza una puja cada mañana en un pequeño santuario que consiste en varias murtis de deidades hindúes en su hogar, el cual incluso lleva consigo cuando viaja. Aunque es conocida por su actitud amigable con los medios, Chopra es públicamente reticente sobre su vida personal. Chopra comenzó a salir con el cantante y actor estadounidense Nick Jonas en mayo de 2018. Jonas le propuso el 19 de julio de 2018, un día después de su cumpleaños en Creta, Grecia. Chopra y Jonas se comprometieron en agosto de 2018 en una ceremonia de Roka punyabí en Bombay. En diciembre de 2018, la pareja se casó en el Palacio Umaid Bhawan de Jodhpur en ceremonias tradicionales hindúes y cristianas. Después del matrimonio, Chopra cambió legalmente su nombre completo a «Priyanka Chopra Jonas». En enero de 2022, la pareja tuvo una hija llamada Malti Marie Chopra Jonas, mediante gestación subrogada.

## Imagen pública
Chopra es conocida en los medios de comunicación y la industria cinematográfica india por su profesionalismo y es popularmente referida por los medios y la industria cinematográfica como «PeeCee», «PC» y «Piggy Chops». Tiene una cuenta de Twitter desde enero de 2009 y es la décima india más seguida en la plataforma. En 2012, fue declarada la india más influyente en las redes sociales en una encuesta realizada por Pinstorm y en 2015, Chopra apareció en la lista de HuffPost de las «100 mujeres más influyentes en Twitter», en la que ocupó el primer lugar entre las indias. Ella es una de las personas más seguidas en Instagram a partir de agosto de 2024.
Al comentar sobre sus elecciones de papeles, CNN-IBN describió a Chopra como una poderosa actriz moderna que no teme experimentar con papeles. Analizando la carrera de Chopra, Bollywood Hungama señaló su constante crecimiento como intérprete a pesar de las fluctuaciones en su carrera. El Times of India la llamó «cambiadora de juego» por cambiar «la antigua demarcación entre un héroe y una heroína». En 2012, el crítico de cine Subhash K. Jha la calificó como «la mejor actriz de la generación post-Sridevi» y enumeró su personaje en ¡Barfi! como «uno de los personajes más finos y emocionalmente devastados de Bollywood». Chopra ha aparecido con frecuencia en la lista anual de Rediff.com de las «Mejores actrices de Bollywood», ocupando el primer lugar en 2009, y fue incluida en su lista de las «10 mejores actrices de 2000-2010».
Chopra es una celebridad muy popular y de alto perfil en la India, y es descrita como un símbolo sexual y un ícono de estilo. Su figura, ojos, labios y apariencia han sido citados por los medios como sus características físicas distintivas. Los diseñadores Falguni y Shane Peacock escribieron: «Ella se siente cómoda en su propia piel y luce impresionante con lo que sea que lleve puesto, ya sea un bikini, un vestido corto o largo, o incluso un sari». Fue nombrada «La mujer mejor vestida del año en la India» por People India en 2011. Ocupa un lugar destacado en diversas listas de belleza en todo el mundo. La revista británica Eastern Eye la clasificó en primer lugar en su lista de «Mujeres asiáticas más sexys del mundo» por un récord de cinco veces (2006, 2012, 2014, 2015 y 2017). Chopra también encabezó la lista Hot 100 de Maxim India en 2011, 2013, 2016 y 2018. En 2017, Buzznet la nombró la segunda mujer más hermosa del mundo después de Beyoncé. Chopra fue nombrada una de las «Mujeres más hermosas del mundo» por la revista People en 2017 y 2019.

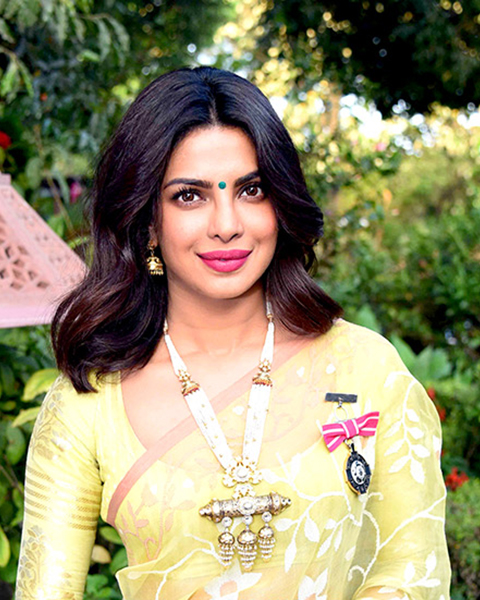
Chopra en una conferencia de prensa después de ser honrada con el Padma Shri en 2016

Chopra ha aparecido en listas de poder, incluyendo las mujeres indias más poderosas de Verve (2009, 2010, 2013, 2015 y 2016), los indios más poderosos de The Indian Express (2016 y 2017), y las 50 personas más poderosas de la India según India Today (2017 y 2018). Después de debutar en Hollywood, Chopra apareció en otras listas, incluyendo las personas más intrigantes del año según People (2015), las 100 personas más influyentes del mundo según Time (2016), las 100 mujeres más poderosas del mundo según Forbes (2017 y 2018), los 500 líderes empresariales más influyentes según Variety (2017 y 2018), y las 50 mujeres más poderosas en el entretenimiento según USA Today (2019). La firma de investigación de mercado YouGov la nombró la duodécima y decimocuarta mujer más admirada del mundo en 2018 y 2019, respectivamente.
Chopra también es una de las celebridades indias mejor pagadas. Ha aparecido en la edición india de «Celebrity 100» todos los años desde su creación en 2012, clasificándose entre las quince primeras cada año, excepto en 2018. Chopra ocupó el puesto de celebridad femenina india con mayores ingresos en 2016 y 2017, con ingresos respectivos de ₹760 millones (US$8,9 millones) y ₹680 millones (US$8,0 millones), alcanzando la séptima posición en 2017. La edición global de Forbes la nombró la octava actriz de televisión mejor pagada del mundo ambos años. Chopra es una celebridad destacada que respalda marcas y productos. Ocupó el segundo lugar en la lista de embajadores de marca de 2008 (después de Shah Rukh Khan) en una encuesta realizada por TAM AdEx. Al año siguiente, encabezó la lista, convirtiéndose en la primera mujer en la India en lograrlo. Chopra ha representado muchas marcas, incluyendo TAG Heuer, Pepsi, Nikon, Nokia, Garnier y Nestlé; fue la primera representante femenina de Hero Honda. En 2016, Chopra se convirtió en la primera mujer india en representar a Pantene como embajadora de marca global. En 2017, Forbes informó que Chopra ganó al menos 1 millón de dólares por cada acuerdo de patrocinio. En 2020, Chopra fue una de las varias actrices de Bollywood que fueron criticadas en las redes sociales por publicar mensajes en Instagram mostrando solidaridad con el movimiento Black Lives Matter, a pesar de su trabajo anterior publicitando productos para aclarar la piel que perpetúan el colorismo. En el pasado, Chopra ha expresado su arrepentimiento por promover tales productos.
Chopra y otros tres actores de Bollywood (Shah Rukh Khan, Kajol y Hrithik Roshan) fueron reproducidos en una serie de muñecas en miniatura para el fabricante de juguetes estadounidense Hasbro y la empresa Bollywood Legends Corporation con sede en el Reino Unido. En 2009, Chopra se convirtió en la primera actriz india en dejar una impresión de su pie en el Museo Salvatore Ferragamo en Florencia, Italia, y recibió zapatos diseñados a medida por la casa Ferragamo. El Museo Madame Tussauds instaló cuatro esculturas de cera de ella en 2019 en cuatro ubicaciones, incluyendo Nueva York, Londres, Sídney y una exposición itinerante entre varias ciudades asiáticas, lo que la convirtió en la primera actriz india en tener estatuas de cera en cuatro museos Madame Tussauds. En 2013, se convirtió en la primera modelo india en representar a Guess, cuyo director ejecutivo Paul Marciano la llamó «la joven Sophia Loren». La vida de Chopra, fotos de su familia y su victoria en Miss Mundo en 2000 se describieron en un capítulo de Roving Families, Shifting Homes, un libro enseñado en el Springdales School. Se han publicado tres biografías no autorizadas sobre ella: Priyanka Chopra: Road To Destiny (2016) de Indu Prabhu, Priyanka Chopra: The Incredible Story of a Global Bollywood Star (2018) de Aseem Chhabra y Priyanka Chopra: The Dark Horse (2018) de Bharathi S. Pradhan.

## Premios y nominaciones
Chopra ha ganado un Premio Nacional de Cine a la mejor actriz por Fashion (2008) y cinco Premios Filmfare: mejor debut femenino por Andaaz (2003), mejor actuación en un papel negativo por Aitraaz (2004), mejor actriz por Fashion (2008), Premio de la Crítica a la mejor actriz por 7 Khoon Maaf (2011) y mejor actriz de reparto por Bajirao Mastani (2015). También ha ganado dos Premios People's Choice: «Actriz favorita en una nueva serie de televisión» y «Actriz dramática de televisión favorita», por Quantico. Es la primera actriz sudasiática en ganar un Premio People's Choice. En 2016, recibió el Padma Shri, el cuarto premio civil más alto, del Gobierno de la India por su contribución a las artes y fue honrada como una de las 100 Mujeres de la BBC en 2022.

## Obras
- Chopra Jonas, Priyanka (9 de febrero de 2021). Unfinished. Penguin Random House. ISBN 978-1-984819-21-5. Consultado el 27 de diciembre de 2024.